# Coppa Italia Lega Pro 2011-2012
La Coppa Italia Lega Pro 2011-2012 è stata la 37ª edizione della Coppa Italia Lega Pro a cui hanno partecipato tutte le squadre di Lega Pro Prima Divisione 2011-2012 e della Lega Pro Seconda Divisione 2011-2012. Ha avuto inizio il 17 agosto 2011 e si è conclusa con la vittoria dello Spezia che ha battuto il Pisa.

## La formula
Vengono ammesse alla competizione le 77 squadre che risultano regolarmente iscritte ai campionati di Lega Pro Prima Divisione 2011-2012 e Lega Pro Seconda Divisione 2011-2012.
La competizione si divide in varie fasi:
- Fase eliminatoria a gironi: vi partecipano le 50 squadre di Prima Divisione e Seconda Divisione che non hanno preso parte al primo turno della Coppa Italia maggiore. Le squadre sono suddivise in 10 gironi da cinque squadre. Si giocano partite di sola andata, ogni squadra effettuerà due gare interne e due gare esterne. Sono ammesse alla Fase Finale le 10 società classificate al 1º posto e le 10 società classificate al 2º posto di ogni girone più la migliore terza per un totale di 21 squadre.
- Fase ad eliminazione diretta: 
  - Primo turno: le 21 squadre qualificate e le 27 squadre provenienti dalla Coppa Italia maggiore si affrontano in una gara di sola andata, le 24 vincitrici si qualificano al turno successivo.
  - Secondo turno: le 24 squadre qualificate si affrontano in una gara di sola andata, le 12 vincitrici si qualificano al turno successivo.
  - Terzo turno: le 12 squadre qualificate sono divise in 4 gironi di 3 squadre con partite di sola andata; le prime di ogni girone si qualificano alle semifinali.
- Semifinali e Finale: si giocano ad eliminazione diretta, con partite di andata e ritorno.

## Fase eliminatoria a gironi

### Girone A
| Squadra      | P.ti | G | V | N | P | GF | GS | DR |
| ------------ | ---- | - | - | - | - | -- | -- | -- |
| 1. Cuneo     | 7    | 4 | 2 | 1 | 1 | 7  | 5  | +2 |
| 2. Valenzana | 7    | 4 | 2 | 1 | 1 | 5  | 4  | +1 |
| 3. Pavia     | 6    | 4 | 2 | 0 | 2 | 11 | 9  | +2 |
| 4. Casale    | 5    | 4 | 1 | 2 | 1 | 5  | 5  | 0  |
| 5. Savona    | 2    | 4 | 0 | 2 | 2 | 3  | 8  | -5 |

| Arbitro: | Claudio Lanza (Nichelino) |

|                       |           |                                 |
| Vignati 26’ Lillo 34’ | Marcatori | 19’, 90’ Rodríguez 63’ D'Errico |

| Arbitro: | Davide Penno (Nichelino) |

|  |           |             |
|  | Marcatori | 51’ Fantini |

| Arbitro: | Diego Bruno (Torino) |

|                                 |           |                        |
| Ingari 43’ (rig.) Garavelli 45’ | Marcatori | 29’ Demartis 57’ Garin |

| Arbitro: | Gianluca Manganiello (Pinerolo) |

|                        |           |                                        |
| D'Errico 45’ Falco 48’ | Marcatori | 28’ Miracoli 46’ Capellini 83’ Lorusso |

| Arbitro: | Marco Fabbrini (Livorno) |

|  |           |                                         |
|  | Marcatori | 44’ Falco 47’, 88’ D'Errico 73’ Galassi |

| Arbitro: | Davide Ghersini (Genova) |

|              |           |             |
| Miracoli 75’ | Marcatori | 63’ Iannini |

| Arbitro: | Federico Fanton (Lodi) |

|           |           |           |
| Siega 76’ | Marcatori | 74’ Rossi |

| Arbitro: | Matteo Valente (Roma) |

|                     |           |                                             |
| Meza Colli 53’, 70’ | Marcatori | 8’, 47’ Ingari 25’ Fantini 72’ (aut.) Caidi |

| Arbitro: | Luca Pairetto (Nichelino) |

|  |           |                     |
|  | Marcatori | 69’ S. R. Rodríguez |

| Arbitro: | Fabrizio Pasqua (Tivoli) |

|  |           |               |
|  | Marcatori | 52’ Montanari |

### Girone B
| Squadra         | P.ti | G | V | N | P | GF | GS | DR  |
| --------------- | ---- | - | - | - | - | -- | -- | --- |
| 1. Renate       | 8    | 4 | 2 | 2 | 0 | 7  | 2  | +5  |
| 2. Pro Vercelli | 8    | 4 | 2 | 2 | 0 | 6  | 2  | +4  |
| 3. Monza        | 5    | 4 | 1 | 2 | 1 | 4  | 4  | 0   |
| 4. Montichiari  | 5    | 4 | 1 | 2 | 1 | 4  | 6  | -2  |
| 5. Pergocrema   | 0    | 4 | 0 | 0 | 4 | 1  | 11 | -10 |

| Arbitro: | Daniele Rasia (Bassano del Grappa) |

|           |           |                                         |
| Dimas 13’ | Marcatori | 8’ Capogna 24’ (rig.) Cavalli 84’ Gaeta |

| Arbitro: | Cristian Brasi (Seregno) |

|  |           |                              |
|  | Marcatori | 58’ Di Piazza 87’ Bencivenga |

| Arbitro: | Luca Pairetto (Nichelino) |

|                                         |           |                               |
| Iacopino 15’ (rig.) Da Matta 79’ (rig.) | Marcatori | 81’ (rig.) Dimas 90’ Muchetti |

| Arbitro: | Luca Barbeno (Brescia) |

|                                                |           |  |
| Cavalli 46’ (rig.) Mazzini 65’ Mangiarotti 71’ | Marcatori |  |

| Arbitro: | Francesco Borriello (Mantova) |

|  |           |                              |
|  | Marcatori | 27’ Iacopino 73’ Torregrossa |

| Arbitro: | Gianluca Aureliano (Bologna) |

|           |           |                |
| Calvi 55’ | Marcatori | 30’ Battaglino |

| Arbitro: | Riccardo Ros (Pordenone) |

|                                           |           |                     |
| Florian 3’, 31’ Flippini 28’ Muchetti 46’ | Marcatori | 49’ (rig.) Pezzotta |

| Arbitro: | Alessandro Caso (Verona) |

|  |           |                         |
|  | Marcatori | 24’ Iemmello 90+5’ Masi |

| Arbitro: | Gian Luca Benassi (Bologna) |

|            |           |           |
| Modolo 23’ | Marcatori | 26’ Dimas |

| Meda 31 agosto 2011, ore 20:30 5ª giornata | Renate                     | 0 – 0 referto | Monza | Stadio Città di Meda\| Arbitro: \| Francesco Fiore (Barletta) \| |
| Arbitro:                                   | Francesco Fiore (Barletta) |               |       |                                                                  |

### Girone C
| Squadra          | P.ti | G | V | N | P | GF | GS | DR |
| ---------------- | ---- | - | - | - | - | -- | -- | -- |
| 1. Cremonese     | 7    | 4 | 2 | 1 | 1 | 8  | 4  | +4 |
| 2. Lecco         | 7    | 4 | 2 | 1 | 1 | 4  | 3  | +1 |
| 2. Sambonifacese | 6    | 4 | 2 | 0 | 2 | 4  | 7  | -3 |
| 3. Südtirol      | 5    | 4 | 1 | 2 | 1 | 4  | 4  | 0  |
| 5. Mantova       | 2    | 4 | 0 | 2 | 2 | 3  | 5  | -2 |

| Arbitro: | Daniele Minelli (Varese) |

|                                |           |  |
| Musetti 52’ (rig.) Bocalon 84’ | Marcatori |  |

| Arbitro: | Alessandro Caso (Verona) |

|             |           |               |
| Ferrari 83’ | Marcatori | 46’ Del Sante |

| Lecco 21 agosto 2011, ore 20:30 2ª giornata | Lecco                   | 0 – 0 referto | Südtirol | Stadio Rigamonti-Ceppi\| Arbitro: \| Andrea Tardino (Milano) \| |
| Arbitro:                                    | Andrea Tardino (Milano) |               |          |                                                                 |

| Arbitro: | Federico Fanton (Lodi) |

|                           |           |          |
| Montagnani 7’ Zanetti 38’ | Marcatori | 22’ Samb |

| Arbitro: | Lorenzo Ferrari (Mestre) |

|  |           |              |
|  | Marcatori | 86’ Rebecchi |

| Arbitro: | Simone Aversano (Bologna) |

|                                        |           |  |
| Albanese 42’, 61’ (rig.) Schenetti 80’ | Marcatori |  |

| Arbitro: | Daniele Chiffi (Padova) |

|                                     |           |  |
| Musetti 26’, 46’ 80’ (rig.) Bocalon | Marcatori |  |

| Arbitro: | Andrea Merlino (Udine) |

|               |           |  |
| Brighenti 78’ | Marcatori |  |

| Arbitro: | Cristian Brasi (Seregno) |

|                                      |           |               |
| Temelin 13’ Tabbiani 48’ Pizzuti 87’ | Marcatori | 18’ Brighenti |

| Arbitro: | Gianluca Manganiello (Pinerolo) |

|                      |           |                                |
| Bersi 38’ Cinque 62’ | Marcatori | 77’ Drago 90+2’ (rig.) Bocalon |

### Girone D
| Squadra       | P.ti | G | V | N | P | GF | GS | DR |
| ------------- | ---- | - | - | - | - | -- | -- | -- |
| 1. SPAL       | 10   | 4 | 3 | 1 | 0 | 8  | 4  | +4 |
| 2. Treviso    | 6    | 4 | 1 | 3 | 0 | 5  | 4  | +1 |
| 3. Rimini     | 5    | 4 | 1 | 2 | 1 | 6  | 4  | +2 |
| 4. Bassano    | 5    | 4 | 1 | 2 | 1 | 5  | 6  | -1 |
| 5. Giacomense | 0    | 4 | 0 | 0 | 4 | 1  | 7  | -6 |

| Arbitro: | Lorenzo Ferrari (Mestre) |

|            |           |                     |
| Mateos 28’ | Marcatori | X’ (aut.) Lorenzini |

| Arbitro: | Mirko Oliveri (Palermo) |

|            |           |             |
| Melara 61’ | Marcatori | 83’ Biagini |

| Arbitro: | Michael Fabbri (Ravenna) |

|                                          |           |  |
| Baldazzi 49’ Gasperoni 79’ Signorini 83’ | Marcatori |  |

| Arbitro: | Daniele Chiffi (Padova) |

|             |           |                 |
| Perna 90+5’ | Marcatori | 90’ Barrichello |

| Arbitro: | Daniele Bindoni (Venezia) |

|                          |           |                                      |
| Drudi 36’ Longobardi 79’ | Marcatori | 21’, 62’ Marconi 37’ Vecchi 90’ Arma |

| Arbitro: | Marco Bellotti (Verona) |

|                    |           |                      |
| Lamenza 12’ (rig.) | Marcatori | 10’ Perna 45’ Gallon |

| Arbitro: | Andrea De Faveri (San Donà di Piave) |

|          |           |  |
| Arma 32’ | Marcatori |  |

| Arbitro: | Giorgio Peretti (Verona) |

|            |           |             |
| Gallon 31’ | Marcatori | 70’ Zanetti |

| Arbitro: | Mirko Oliveri (Palermo) |

|  |           |              |
|  | Marcatori | 63’ Iocolano |

| Arbitro: | Daniele Ceccarelli (Terni) |

|                         |           |                |
| Buonocunto 90+3’ (rig.) | Marcatori | 44’, 48’ Mendy |

### Girone E
| Squadra             | P.ti | G | V | N | P | GF | GS | DR |
| ------------------- | ---- | - | - | - | - | -- | -- | -- |
| 1. Virtus Entella   | 7    | 4 | 2 | 1 | 1 | 4  | 4  | 0  |
| 2. Gavorrano        | 6    | 4 | 1 | 3 | 0 | 4  | 1  | +3 |
| 3. Borgo a Buggiano | 5    | 4 | 1 | 2 | 1 | 1  | 1  | 0  |
| 4. Viareggio        | 3    | 4 | 0 | 3 | 1 | 3  | 4  | -1 |
| 5. Poggibonsi       | 3    | 4 | 0 | 3 | 1 | 3  | 5  | -2 |

| Arbitro: | Tiziano Reni (Pistoia) |

|              |           |           |
| Falomi 90+3’ | Marcatori | 83’ Spanu |

| Arbitro: | Riccardo Baldicchi (Città di Castello) |

|             |           |               |
| Palibrk 77’ | Marcatori | 74’ Cargiolli |

| Arbitro: | Saverio Pelagatti (Arezzo) |

|                            |           |  |
| Fioretti 3’, 12’ Spanu 79’ | Marcatori |  |

| Poggibonsi 21 agosto 2011, ore 20:30 2ª giornata | Poggibonsi              | 0 – 0 referto | Borgo a Buggiano | Stadio Stefano Lotti\| Arbitro: \| Marco Piccinini (Forlì) \| |
| Arbitro:                                         | Marco Piccinini (Forlì) |               |                  |                                                               |

| Buggiano 24 agosto 2011, ore 17:00 3ª giornata | Borgo a Buggiano            | 0 – 0 referto | Gavorrano | Stadio Alberto Benedetti\| Arbitro: \| Mirko Mangialardi (Pistoia) \| |
| Arbitro:                                       | Mirko Mangialardi (Pistoia) |               |           |                                                                       |

| Arbitro: | Francesco Strocchia (Nola) |

|                          |           |                       |
| Scardina 34’ Palibrk 24’ | Marcatori | 9’ Romanelli 90’ Pera |

| Gavorrano 28 agosto 2011, ore 17:00 4ª giornata | Gavorrano             | 0 – 0 referto | Viareggio | Stadio Romeo Malservisi-Mario Matteini\| Arbitro: \| Valerio Marini (Roma) \| |
| Arbitro:                                        | Valerio Marini (Roma) |               |           |                                                                               |

| Arbitro: | Luca Romani (Modena) |

|            |           |  |
| Staiti 42’ | Marcatori |  |

| Arbitro: | Davide Ghersini (Genova) |

|             |           |  |
| Santini 70’ | Marcatori |  |

| Arbitro: | Davide Penno (Nichelino) |

|                           |           |  |
| Cargiolli 72’ Hamlili 77’ | Marcatori |  |

### Girone F
| Squadra          | P.ti | G | V | N | P | GF | GS | DR |
| ---------------- | ---- | - | - | - | - | -- | -- | -- |
| 1. Perugia       | 9    | 4 | 3 | 0 | 1 | 4  | 1  | +3 |
| 2. Bellaria      | 8    | 4 | 2 | 2 | 0 | 4  | 2  | +2 |
| 3. San Marino    | 7    | 4 | 2 | 1 | 1 | 5  | 4  | +1 |
| 4. Santarcangelo | 2    | 4 | 0 | 2 | 2 | 1  | 4  | -3 |
| 5. Fano          | 1    | 4 | 0 | 1 | 3 | 2  | 5  | -3 |

| Arbitro: | Gianluca Ceccarelli (Rimini) |

|  |           |              |
|  | Marcatori | 46’ De Cenco |

| Arbitro: | Gian Luca Benassi (Bologna) |

|  |           |                     |
|  | Marcatori | 72’ (rig.) Clemente |

| Arbitro: | Alessio Petroni (Roma) |

|             |           |  |
| Borgese 38’ | Marcatori |  |

| Arbitro: | Edoardo Paolini (Ascoli Piceno) |

|  |           |           |
|  | Marcatori | 23’ Pieri |

| Arbitro: | Andrea Coccia (San Benedetto del Tronto) |

|             |           |  |
| De Luca 66’ | Marcatori |  |

| Arbitro: | Luca Albertini (Ascoli Piceno) |

|                |           |           |
| Tittarelli 77’ | Marcatori | 65’ Caidi |

| Arbitro: | Stefano D'Angelo (Ascoli Piceno) |

|                         |           |               |
| Pieri 45’ Villanova 64’ | Marcatori | 89’ Forabosco |

| Santarcangelo di Romagna 28 agosto 2011, ore 20:30 4ª giornata | Santarcangelo                                   | 0 – 0 referto | Bellaria | Stadio Valentino Mazzola\| Arbitro: \| Gianpietro Vallorani (San Benedetto del Tronto) \| |
| Arbitro:                                                       | Gianpietro Vallorani (San Benedetto del Tronto) |               |          |                                                                                           |

| Arbitro: | Riccardo Fogliano (Perugia) |

|                           |           |                        |
| Fioretti 39’ Alberani 84’ | Marcatori | 57’ Rivi 83’ Villanova |

| Arbitro: | Francesco Castrignanò (Roma) |

|                            |           |  |
| Ferri Marini 49’ Gucci 75’ | Marcatori |  |

### Girone G
| Squadra       | P.ti | G | V | N | P | GF | GS | DR |
| ------------- | ---- | - | - | - | - | -- | -- | -- |
| 1. Ternana    | 10   | 4 | 3 | 1 | 0 | 11 | 2  | +9 |
| 2. Chieti     | 6    | 4 | 2 | 0 | 2 | 4  | 4  | 0  |
| 3. Celano     | 4    | 4 | 1 | 1 | 2 | 3  | 6  | -3 |
| 4. Giulianova | 4    | 4 | 1 | 1 | 2 | 3  | 7  | -4 |
| 5. Foligno    | 3    | 4 | 0 | 3 | 1 | 4  | 6  | -2 |

| Arbitro: | Juan Sacchi (Macerata) |

|               |           |             |
| Terrenzio 83’ | Marcatori | 38’ Brunori |

| Arbitro: | Manuele Verdenelli (Foligno) |

|                                |           |  |
| Nolé 37’ Sinigaglia 82’ (rig.) | Marcatori |  |

| Arbitro: | Diego Roca (Foggia) |

|  |           |                                     |
|  | Marcatori | 20’ (aut.) Bianciardi 25’ De Santis |

| Arbitro: | Federico La Penna (Roma) |

|  |           |                                |
|  | Marcatori | 13’ (rig.) Sinigaglia 31’ Nolé |

| Arbitro: | Silvia Tea Spinelli (Terni) |

|               |           |             |
| Tattini 90+3’ | Marcatori | 56’ Gentile |

| Arbitro: | Francesco Taioli (Cesena) |

|  |           |          |
|  | Marcatori | 38’ Rosa |

| Arbitro: | Michael Fabbri (Ravenna) |

|               |           |  |
| Rosa 32’, 89’ | Marcatori |  |

| Arbitro: | Vincenzo Ripa (Nocera Inferiore) |

|                                                              |           |  |
| Nolé 14’ (rig.), 26’ Docente 44’ Lacheheb 48’ Sinigaglia 68’ | Marcatori |  |

| Arbitro: | Fabio Maresca (Napoli) |

|                           |           |             |
| Croce 38’ (rig.) Dema 75’ | Marcatori | 5’ Anastasi |

| Arbitro: | Massimiliano De Benedictis (Bari) |

|                            |           |                             |
| Cardarelli 32’ Messina 58’ | Marcatori | 26’ Stendardo 67’ Fusciello |

### Girone H
| Squadra            | P.ti | G | V | N | P | GF | GS | DR |
| ------------------ | ---- | - | - | - | - | -- | -- | -- |
| 1. Aprilia         | 9    | 4 | 3 | 0 | 1 | 12 | 8  | +4 |
| 2. Fondi           | 7    | 4 | 2 | 1 | 1 | 5  | 3  | +2 |
| 3. Campobasso      | 5    | 4 | 1 | 2 | 1 | 5  | 5  | 0  |
| 4. Isola Liri      | 5    | 4 | 1 | 2 | 1 | 4  | 7  | -3 |
| 5. Aversa Normanna | 1    | 4 | 0 | 1 | 3 | 5  | 8  | -3 |

| Arbitro: | Valerio Colarossi (Roma) |

|  |           |          |
|  | Marcatori | 6’ Caira |

| Arbitro: | Guido Operato (Isernia) |

|                              |           |  |
| Bernasconi 24’ Ricciardo 33’ | Marcatori |  |

| Arbitro: | Stefano Giovani (Grosseto) |

|                                                            |           |                                                       |
| Siclari 9’ Ceccarelli 30’ (rig.) Foderaro 39’ Foderaro 75’ | Marcatori | 54’ (rig.) Longobardi 83’ Varsi 90+2’ (rig.) Varriale |

| Arbitro: | Paolo Formato (Benevento) |

|             |           |  |
| Cenciarelli | Marcatori |  |

| Arbitro: | Daniele Martinelli (Roma) |

|                       |           |           |
| Longobardi 60’ (rig.) | Marcatori | 5’ D'Anna |

| Arbitro: | Emanuele Brodo (Viterbo) |

|           |           |                                                         |
| Falco 84’ | Marcatori | 31’, 37’ Ceccarelli 68’ Salese 85’ Foderaro 90’ Siclari |

| Arbitro: | Amerigo Aloisi (Avezzano) |

|               |           |                       |
| Cirillo 90+3’ | Marcatori | 72’ (rig.) Martinelli |

| Arbitro: | Manuele Verdenelli (Foligno) |

|                           |           |           |
| Ricciardo 16’ Vaccaro 86’ | Marcatori | 44’ Varsi |

| Arbitro: | Gaetano Intagliata (Siracusa) |

|                                                |           |                  |
| Branicki 45’ (rig.), 68’ (rig.) Ceccarelli 88’ | Marcatori | 11’, 18’ Sivilla |

| Isola del Liri 31 agosto 2011, ore 17:00 5ª giornata | Isola Liri                 | 1 – 1 referto | Fondi | Stadio Nazareth\| Arbitro: \| Pasquale Cangiano (Napoli) \| |
| Arbitro:                                             | Pasquale Cangiano (Napoli) |               |       |                                                             |

### Girone I
| Squadra           | P.ti | G | V | N | P | GF | GS | DR  |
| ----------------- | ---- | - | - | - | - | -- | -- | --- |
| 1. Fidelis Andria | 12   | 4 | 4 | 0 | 0 | 6  | 0  | +6  |
| 2. Paganese       | 5    | 4 | 1 | 2 | 1 | 9  | 3  | +6  |
| 3. Arzanese       | 5    | 4 | 1 | 2 | 1 | 5  | 5  | 0   |
| 4. Neapolis       | 5    | 4 | 1 | 2 | 1 | 3  | 5  | -2  |
| 5. Melfi          | 0    | 4 | 0 | 0 | 4 | 2  | 12 | -10 |

| Arbitro: | Raffaele Losito (Pesaro) |

|                                      |           |  |
| Innocenti 28’ Del Core 44’ Manco 51’ | Marcatori |  |

| Arbitro: | Ivano Pezzuto (Lecce) |

|              |           |                               |
| Pericolo 70’ | Marcatori | 16’ Carotenuto 67’ Incoronato |

| Arbitro: | Rosario Abisso (Palermo) |

|                               |           |                     |
| Salvati Incoronato 90’ (rig.) | Marcatori | 7’ Tortori 15’ Fava |

| Arbitro: | Carmine Pierro (Nola) |

|                     |           |              |
| Varriale 13’, 90+2’ | Marcatori | 31’ Russo G. |

| Arbitro: | Stefano Casaluci (Lecce) |

|  |           |             |
|  | Marcatori | 65’ Minesso |

| Pagani 24 agosto 2011, ore 20:30 3ª giornata | Paganese                 | 0 – 0 referto | Neapolis | Stadio Marcello Torre\| Arbitro: \| Ivan Magnani (Frosinone) \| |
| Arbitro:                                     | Ivan Magnani (Frosinone) |               |          |                                                                 |

| Arbitro: | Andrea Adduci (Paola) |

|               |           |  |
| Innocenti 69’ | Marcatori |  |

| Arbitro: | Pasquale De Meo (Foggia) |

|              |           |               |
| Moxedano 51’ | Marcatori | 85’ Fragiello |

| Arbitro: | Marco Zappatore (Taranto) |

|  |           |              |
|  | Marcatori | 70’ Loiodice |

| Arbitro: | Vincenzo Soricaro (Barletta) |

|                                                                                   |           |  |
| Solazzo 10’ Giglio 17’ (rig.) Neglia 30’ Orlando 66’, 79’ Scarpa 70’ Loiacono 83’ | Marcatori |  |

### Girone L
| Squadra          | P.ti | G | V | N | P | GF | GS | DR |
| ---------------- | ---- | - | - | - | - | -- | -- | -- |
| 1. Ebolitana     | 8    | 4 | 2 | 2 | 0 | 4  | 2  | +2 |
| 2. Catanzaro     | 7    | 4 | 2 | 1 | 1 | 3  | 2  | +1 |
| 3. Milazzo       | 5    | 4 | 1 | 3 | 0 | 8  | 7  | +1 |
| 4. Vibonese      | 4    | 4 | 1 | 1 | 2 | 5  | 6  | -1 |
| 5. Vigor Lamezia | 1    | 4 | 0 | 1 | 3 | 2  | 5  | -3 |

| Arbitro: | Fabio Giuseppe Giallanza (Catania) |

|                                               |           |                                    |
| Proietti 32’, 62’ Spilabotte 43’ Quintoni 56’ | Marcatori | 13’, 33’ De Francesco 43’ Beccaria |

| Arbitro: | Andrea Adduci (Paola) |

|  |           |             |
|  | Marcatori | 35’ Palumbo |

| Arbitro: | Domenico Rocca (Vibo Valentia) |

|                    |           |  |
| Carboni 89’ (rig.) | Marcatori |  |

| Arbitro: | Giuseppe Cifelli (Campobasso) |

|                         |           |                     |
| Sekkoum 25’ Toscano 60’ | Marcatori | 36’, 87’ Spilabotte |

| Milazzo 24 agosto 2011, ore 20:30 3ª giornata | Milazzo                        | 0 – 0 referto | Catanzaro | Stadio Grotta Polifemo\| Arbitro: \| Francesco Paolo Saia (Palermo) \| |
| Arbitro:                                      | Francesco Paolo Saia (Palermo) |               |           |                                                                        |

| Vibo Valentia 24 agosto 2011, ore 17:00 3ª giornata | Vibonese               | 0 – 0 referto | Ebolitana | Stadio Luigi Razza\| Arbitro: \| Andrea Morreale (Roma) \| |
| Arbitro:                                            | Andrea Morreale (Roma) |               |           |                                                            |

| Arbitro: | Dario Melidoni (Frattamaggiore) |

|                        |           |                         |
| Carboni 28’ Maisto 38’ | Marcatori | 80’ (rig.) De Francesco |

| Arbitro: | Alfredo Zivelli (Torre Annunziata) |

|                                |           |                           |
| Mancosu 5’ Romero 90+5’ (rig.) | Marcatori | 45’ Mangiacasale 58’ N'Ze |

| Arbitro: | Giuseppe Monaco (Tivoli) |

|                |           |  |
| De Pascale 66’ | Marcatori |  |

| Arbitro: | Michele Gallo (Battipaglia) |

|             |           |  |
| Doukara 85’ | Marcatori |  |

## Fase ad eliminazione diretta

### Primo turno
Le partite sono state giocate il 9 ed il 10 novembre 2011.
| Squadra 1      | Risultato   | Squadra 2            |
| -------------- | ----------- | -------------------- |
| Feralpisalò    | 0 - 1       | Lumezzane            |
| Lecco          | 3 - 2       | Como                 |
| Renate         | 1 - 3       | Tritium              |
| Pro Patria     | 0 - 3       | Pro Vercelli         |
| Treviso        | 5 - 4 (dcr) | Triestina            |
| San Marino     | 1 - 2       | Carpi                |
| SPAL           | 2 - 0       | Portogruaro          |
| Reggiana       | 2 - 0       | Bellaria Igea Marina |
| Alessandria    | 2 - 1 (dts) | Cremonese            |
| Valenzana      | 1 - 2 (dts) | Piacenza             |
| Virtus Entella | 1 - 3       | Spezia               |
| Cuneo          | 2 - 1 (dts) | Carrarese            |
| Gavorrano      | 0 - 1       | Pisa                 |
| Perugia        | 3 - 1       | Prato                |
| L'Aquila       | 0 - 1       | Ternana              |
| Chieti         | 1 - 2 (dts) | Virtus Lanciano      |
| Barletta       | 0 - 2       | Foggia               |
| Benevento      | 6 - 5 (dcr) | Aprilia              |
| Latina         | 3 - 0       | Avellino             |
| Fondi          | 3 - 2       | Frosinone            |
| Fidelis Andria | 2 - 0       | Taranto              |
| Paganese       | 2 - 0       | Sorrento             |
| Catanzaro      | 1 - 0       | Ebolitana            |
| Trapani        | 2 - 1 (dts) | Siracusa             |

| Arbitro: | Mirko Olivieri (Palermo) |

|                   |           |           |
| Negrini 85’, 116’ | Marcatori | 77’ Drago |

| Arbitro: | Alessandro Caso (Verona) |

|                        |           |  |
| Gambino 59’ Comini 71’ | Marcatori |  |

| Arbitro: | Andrea De Faveri (San Donà di Piave) |

|  |           |                            |
|  | Marcatori | 66’ Bianchi 90+4’ Frigerio |

| Arbitro: | Carmine Pierro (Nola) |

|                                 |                      |                                           |
| Piroli 57’ Caranci 87’          | Marcatori            | 49’ Calderini 64’ Siclari                 |
| Sy Cia De Risio Anaclerio Vacca | Tiri di rigore 4 – 3 | Branicki Luciani Salese Siclari Buonaiuto |

| Arbitro: | Adducci Andrea (Paola) |

|                |           |  |
| Cappellini 46’ | Marcatori |  |

| Arbitro: | Amerigo Aloisi (Avezzano) |

|             |           |                           |
| Ceballo 21’ | Marcatori | 70’ Verna 117’ Di Filippo |

| Arbitro: | Gianluca Manganiello (Pinerolo) |

|                      |           |            |
| Di Quinzio 18’, 120’ | Marcatori | 58’ Merini |

| Arbitro: | Giuseppe Monaco (Tivoli) |

|                |           |                                     |
| Chiarabini 44’ | Marcatori | 21’ Marras 63’ Ferretti 76’ Bianchi |

| Arbitro: | Francesco Taioli (Cesena) |

|  |           |                       |
|  | Marcatori | 44’ Antonelli Agomeri |

| Arbitro: | Edoardo Paolini (Ascoli Piceno) |

|                                             |           |                         |
| Alleruzzo 56’ Cucciniello 80’ Merlonghi 89’ | Marcatori | 28’ Ganci 82’ Artistico |

| Arbitro: | Colarossi (Roma) |

|  |           |                  |
|  | Marcatori | 20’ (rig.) Perez |

| Arbitro: | Valerio Marini (Roma) |

|  |           |             |
|  | Marcatori | 59’ Rinaldi |

| Arbitro: | Raffaele Losito (Pesaro) |

|                                        |           |  |
| Tortori 26’ Bernardo 68’ Tortolano 83’ | Marcatori |  |

| Arbitro: | Daniele Minelli (Varese) |

|                            |           |                                             |
| Ischia 46’ Fabbro 77’, 91’ | Marcatori | 37’ (rig.) Lewandowski 51’ (rig.) Filippini |

| Arbitro: | Alessio Petroni (Roma) |

|                         |           |  |
| Galizia 39’ Morello 68’ | Marcatori |  |

| Arbitro: | Vincenzo Soricaro (Barletta) |

|                          |           |               |
| Gucci 54’ Bueno 64’, 87’ | Marcatori | 5’ Silva Reis |

| Busto Arsizio 9 novembre 2011, ore 18:30 Primo turno                 | Pro Patria | 0 – 3 referto                      | Pro Vercelli | Stadio Carlo Speroni |
| \| \| \| \| \| \| Marcatori \| 12’ Tonani 22’ Tripoli 24’ Germano \| |            |                                    |              |                      |
|                                                                      |            |                                    |              |                      |
|                                                                      | Marcatori  | 12’ Tonani 22’ Tripoli 24’ Germano |              |                      |

| Arbitro: | Riccardo Baldicchi (Città di Castello) |

|                     |           |  |
| Fedi 68’ Redzic 87’ | Marcatori |  |

| Arbitro: | Daniele Rasia (Bassano del Grappa) |

|                 |           |                                              |
| Giangaspero 65’ | Marcatori | 5’ Chimenti 51’ (aut.) Gavazzi 81’ Spampatti |

| Arbitro: | Silvia Tea Spinelli (Terni) |

|                     |           |                            |
| D'Antoni 71’ (rig.) | Marcatori | 44’ Pietribiasi 52’ Kabine |

| Arbitro: | Gianluca Benassi (Bologna) |

|                  |           |  |
| Marconi 16’, 51’ | Marcatori |  |

| Arbitro: | Francesco Paolo Saia (Palermo) |

|                             |           |             |
| Mastrolilli 20’ Madonia 97’ | Marcatori | 69’ Zizzari |

| Arbitro: | Marco Bellotti (Verona) |

|                                           |                      |                                      |
| Torromino Bandiera Beccia Brunetti Gallon | Tiri di rigore 5 – 4 | Gissi Mattielig Villar De Micco Forò |

| Arbitro: | Diego Bruno (Torino) |

|                   |           |                       |
| Uggeri 25’ (rig.) | Marcatori | 20’ Lisi 107’ Palermo |

### Secondo turno
Le partite sono state giocate il 7 e l'8 dicembre 2011.
| Squadra 1      | Risultato   | Squadra 2       |
| -------------- | ----------- | --------------- |
| Lumezzane      | 4 - 1       | Lecco           |
| Pro Vercelli   | 5 - 6 (dcr) | Tritium         |
| Treviso        | 2 - 3       | Carpi           |
| SPAL           | 2 - 0       | Reggiana        |
| Alessandria    | 0 - 3       | Piacenza        |
| Spezia         | 4 - 2       | Cuneo           |
| Pisa           | 2 - 0       | Perugia         |
| Ternana        | 2 - 4       | Virtus Lanciano |
| Foggia         | 1 - 0       | Benevento       |
| Latina         | 1 - 0 (dts) | Fondi           |
| Fidelis Andria | 3 - 2       | Paganese        |
| Catanzaro      | 2 - 1       | Trapani         |

| Arbitro: | Riccardo Fogliano (Perugia) |

|  |           |                              |
|  | Marcatori | 57’, 67’ Foglia 63’ Ferrante |

| Arbitro: | Michele D'Iasio (Matera) |

|                                    |           |                                |
| Minesso 39’ Larosa 46’ Gambino 52’ | Marcatori | 28’ Fava Passaro 72’ L.Orlando |

| Arbitro: | Francesco Strocchia (Nola) |

|                                 |           |             |
| Sirignano 59’ Scerbo 66’ (rig.) | Marcatori | 62’ Madonia |

| Arbitro: | Federico Fanton (Lodi) |

|                 |           |  |
| Tomi 46’ (rig.) | Marcatori |  |

| Arbitro: | Marco Zappatore (Taranto) |

|               |           |  |
| Bernardo 101’ | Marcatori |  |

| Arbitro: | Mirko Mangialardi (Pistoia) |

|                                               |           |            |
| Inglese 1’ Fondi 20’ Ferrari 23’ Loiacono 84’ | Marcatori | 76’ Fabbro |

| Arbitro: | Intagliata (Siracusa) |

|                                  |           |  |
| Giuliacci 3’ (aut.) Nicastro 25’ | Marcatori |  |

| Arbitro: | Alessandro Caso (Verona) |

|                                                       |                      |                                                             |
| Tonani 2’                                             | Marcatori            | 43’ Floriano                                                |
| Bencivenga Tripoli Rosso Iemmello Ranellucci Nocciola | Tiri di rigore 4 – 5 | Floriano R.Bortolotto Di Ceglie Spampatti Possenti Malgrati |

| Arbitro: | Simone Aversano (Treviso) |

|                        |           |  |
| Marconi 19’ Meloni 87’ | Marcatori |  |

| Arbitro: | Tiziano Reni (Pistoia) |

|                                        |           |                        |
| Vannucchi 6’ Marras 55’, 88’ Lollo 71’ | Marcatori | 16’, 29’ (rig.) Ingari |

| Arbitro: | Pietro Dei Giudici (Latina) |

|                         |           |                                      |
| Litteri 27’ Rinaldi 80’ | Marcatori | 3’, 25’, 75’ Chiricò 50’ Zeytullayev |

| Arbitro: | Raffaele Losito (Pesaro) |

|                  |           |                                  |
| Bidogia 27’, 85’ | Marcatori | 13’, 89’ Calamai 48’ Pietribiasi |

### Terzo turno
Modalità di svolgimento

Le 12 società ammesse formeranno 4 gironi da tre squadre ciascuno, con tre giornate di calendario con gare di sola andata.
Pertanto ogni squadra effettuerà una gara interna ed una gara esterna.

Il relativo calendario verrà stabilito con le modalità di seguito riportate:
- 1ª giornata 18 gennaio 2012
  - la squadra che riposerà nella prima giornata verrà determinata per sorteggio;
  - per sorteggio verrà determinata anche la squadra che disputerà la prima gara in trasferta;
- 2ª giornata Febbraio 2012
  - nella seconda giornata riposerà la squadra che avrà vinto la prima gara o, in caso di pareggio, quella che avrà disputato la prima gara in trasferta;
- 3ª giornata Febbraio 2012
  - la terza giornata verrà disputata tra le due squadre che non si sono incontrate in precedenza.

Determinazione delle società ammesse alle semifinali

Le società classificate al primo posto di ogni girone sono ammesse alle Semifinali.

Per designare le vincenti di ogni girone di qualificazione, in caso di parità di punteggio fra due o più squadre, si terrà conto, nell'ordine:
- della differenza reti nelle gare di girone
- del maggior numero di reti segnate nelle gare di girone
- del maggior numero di reti segnate nella gara esterna di girone
- del sorteggio

#### Girone A
| Squadra      | P.ti | G | V | N | P | GF | GS | DR |
| ------------ | ---- | - | - | - | - | -- | -- | -- |
| 1. Tritium   | 4    | 2 | 1 | 1 | 0 | 3  | 2  | +1 |
| 2. Lumezzane | 2    | 2 | 0 | 2 | 0 | 3  | 3  | 0  |
| 3. Piacenza  | 1    | 2 | 0 | 1 | 1 | 1  | 2  | -1 |

| Arbitro: | Marco Bellotti (Verona) |

|                      |           |                      |
| Pini 59’ Ferrari 86’ | Marcatori | 2’, 27’ E.Bortolotto |

| Arbitro: | Davide Ghersini (Genova) |

|              |           |           |
| Avogadri 70’ | Marcatori | 53’ Baldé |

| Arbitro: | Luca Barbeno (Brescia) |

|                       |           |  |
| Enrico Bortolotto 85’ | Marcatori |  |

#### Girone B
| Squadra   | P.ti | G | V | N | P | GF | GS | DR |
| --------- | ---- | - | - | - | - | -- | -- | -- |
| 1. Spezia | 6    | 2 | 2 | 0 | 0 | 4  | 2  | +2 |
| 2. SPAL   | 3    | 2 | 1 | 0 | 1 | 2  | 2  | 0  |
| 3. Carpi  | 0    | 2 | 0 | 0 | 2 | 1  | 3  | -2 |

| Arbitro: | Massimiliano De Benedictis (Bari) |

|             |           |  |
| Marconi 85’ | Marcatori |  |

| Arbitro: | Ivano Pezzuto (Lecce) |

|              |           |                        |
| Ferretti 70’ | Marcatori | 87’ Marotta 90’ Guerra |

| Arbitro: | Vincenzo Soricaro (Barletta) |

|                        |           |            |
| Testini 66’ Evacuo 76’ | Marcatori | 51’ Vecchi |

#### Girone C
| Squadra            | P.ti | G | V | N | P | GF | GS | DR |
| ------------------ | ---- | - | - | - | - | -- | -- | -- |
| 1. Pisa            | 6    | 2 | 2 | 0 | 0 | 4  | 0  | +4 |
| 2. Virtus Lanciano | 3    | 2 | 1 | 0 | 1 | 1  | 1  | 0  |
| 3. Latina          | 0    | 2 | 0 | 0 | 2 | 0  | 4  | -4 |

| Arbitro: | Maresca (Napoli) |

|            |           |  |
| Turchi 80’ | Marcatori |  |

| Arbitro: | Brasi (Seregno) |

|  |           |                         |
|  | Marcatori | 7’, 18’ Gatto 27’ Obodo |

| Arbitro: | Aureliano (Bologna) |

|               |           |  |
| Strizzolo 75’ | Marcatori |  |

#### Girone D
| Squadra           | P.ti | G | V | N | P | GF | GS | DR |
| ----------------- | ---- | - | - | - | - | -- | -- | -- |
| 1. Foggia         | 6    | 2 | 2 | 0 | 0 | 7  | 1  | +6 |
| 2. Catanzaro      | 3    | 2 | 1 | 0 | 1 | 4  | 1  | +3 |
| 3. Fidelis Andria | 0    | 2 | 0 | 0 | 2 | 1  | 10 | -9 |

| Arbitro: | Luca Albertini (Ascoli Piceno) |

|  |           |                                                         |
|  | Marcatori | 7’ Narducci 44’ (rig.) Carboni 59’ Bugatti 90+1’ Giampà |

| Arbitro: | Marco Bellotti (Verona) |

|                                                                         |           |              |
| Lanteri 32’, 37’ Marinaro 49’ Wagner 51’ Pompilio 58’ (rig.) Cardin 87’ | Marcatori | 22’ Marongiu |

| Arbitro: | Saia (Palermo) |

|  |           |              |
|  | Marcatori | 76’ De Leidi |

### Tabellone
|  | Semifinali | Semifinali | Semifinali | Semifinali | Semifinali |  |  | Finale       | Finale       | Finale | Finale | Finale |  |
|  |            |            |            |            |            |  |  |              |              |        |        |        |  |
|  | Foggia     | Foggia     | 1          | 0          | 1          |  |  |              |              |        |        |        |  |
|  | Spezia     | Spezia     | 0          | 6          | 6          |  |  | Spezia (gfc) | Spezia (gfc) | 0      | 2      | 2      |  |
|  | Tritium    | Tritium    | 1          | 1          | 2          |  |  | Pisa         | Pisa         | 1      | 1      | 2      |  |
|  | Pisa       | Pisa       | 2          | 1          | 3          |  |  |              |              |        |        |        |  |

### Semifinali
| Squadra 1 | Totale | Squadra 2 | Andata | Ritorno |
| --------- | ------ | --------- | ------ | ------- |
| Tritium   | 2 - 3  | Pisa      | 1 - 2  | 1 - 1   |
| Foggia    | 1 - 6  | Spezia    | 1 - 0  | 0 - 6   |

#### Andata
| Arbitro: | Aureliano (Bologna) |

|             |           |                     |
| Suagher 68’ | Marcatori | Perez 38’ Tulli 83’ |

| Arbitro: | Rocca (Vibo Valentia) |

|             |           |  |
| Lanteri 82’ | Marcatori |  |

#### Ritorno
| Arbitro: | Gallo (Barcellona Pozzo di Gotto) |

|               |           |              |
| Carparelli 8’ | Marcatori | 7’ Spampatti |

| Arbitro: | Bellotti (Verona) |

|                                                                               |           |  |
| Evacuo 24’ Marotta 46’ (rig.) Buzzegoli 54’ Bianco 67’ Madonna 75’ Casoli 90’ | Marcatori |  |

### Finale
| Squadra 1 | Totale | Squadra 2 | Andata | Ritorno |
| --------- | ------ | --------- | ------ | ------- |
| Spezia    | 2 - 2  | Pisa      | 0 - 1  | 2 - 1   |

#### Andata
| Arbitro: | Abbattista (Molfetta) |

|  |           |           |
|  | Marcatori | 16’ Tulli |

#### Ritorno
| Arbitro: | Fabbri (Ravenna) |

|              |           |                   |
| Favasuli 34’ | Marcatori | 45+2’, 77’ Guerra |